# Wacker Neuson

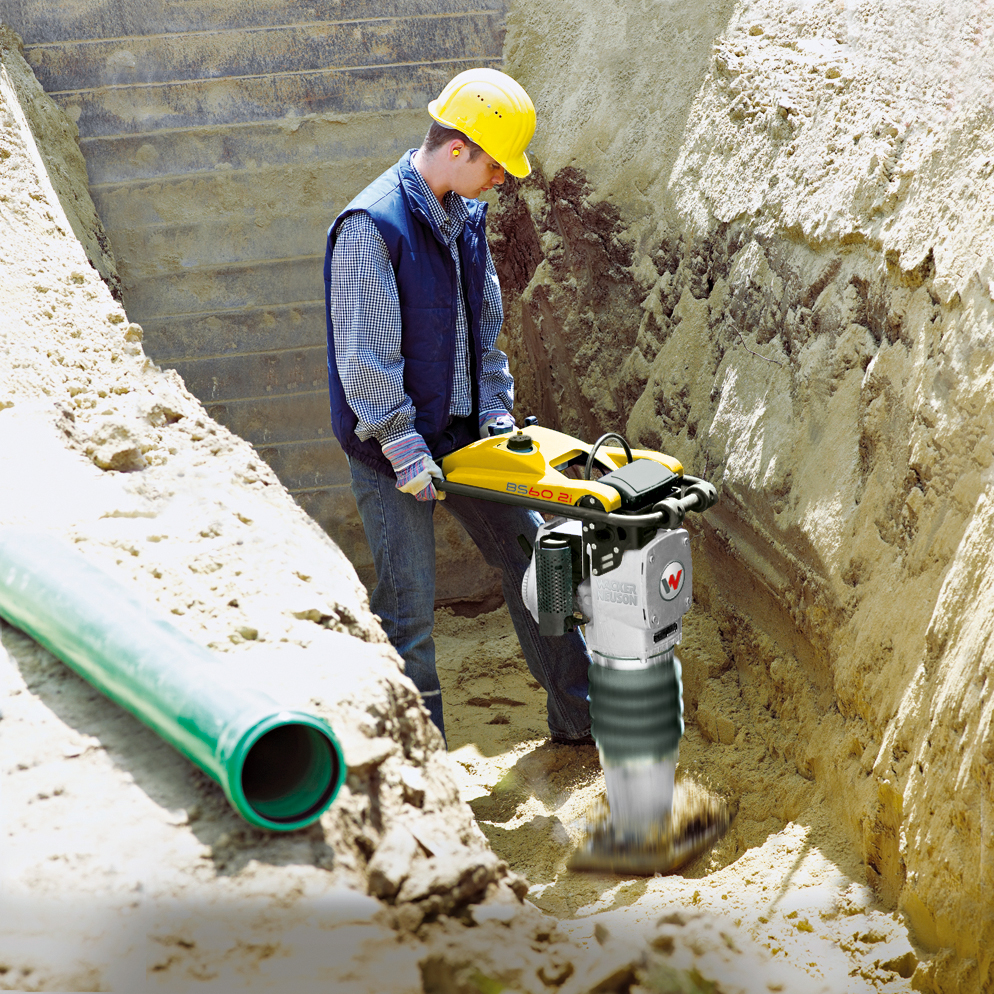
Een trilstamper van Wacker Neuson

Wacker Neuson SE is een mondiaal opererend bedrijf, dat betontechniek, verdichtingsapparaten, bouwplaatstechniek en compacte bouwmachines ontwikkelt, produceert en verkoopt en daarnaast de bijbehorende diensten aanbiedt. Het familiebedrijf, dat in 1848 werd opgericht, heeft inmiddels wereldwijd 50 dochterondernemingen, meer dan 140 verkoop- en servicestations en meer dan 12.000 verkoop- en servicepartners. Het concern heeft meer dan 6000 werknemers in dienst. Het hoofdkantoor is gevestigd in München. Wacker Neuson SE is sinds 2007 beursgenoteerd en is in de SDAX genoteerd.

## Geschiedenis

### Oprichtingsjaren tot en met 1945
Het bedrijf werd in 1848 opgericht door Johann Christian Wacker. Dit was een smederij met de naam Wacker in Dresden, die in 1875 begon met industriële productie. In 1930 ontwikkelden de ingenieurs de hoogfrequentietechniek voor trilnaalden. Tegelijkertijd werd een innovatie voor de beton- en bodemverdichting, de eerste elektrisch aangedreven trilstamper, ontwikkeld en geproduceerd. Al voor de Tweede Wereldoorlog bouwde het bedrijf het productieprogramma uit en begon met de inrichting van een binnen- en buitenlandse verkoop- en handelsorganisatie. Deze ontwikkelingen werden onderbroken door de totale vernietiging van de productiefaciliteiten in Dresden kort voor het einde van de Tweede Wereldoorlog.

### De jaren na de oorlog tot en met 2007
In 1945 werden de activiteiten in Kulmbach weer opgepakt. In 1951 verhuisde het bedrijf naar München. Het eerste buitenlandse bedrijf werd in 1957 opgericht, in Hartfort (Wisconsin, VS). In 1986 verhuisde dit bedrijf naar Milwaukee, daar bevinden zich vandaag nog een productiewerkplaats en een logistiek centrum. Daarna breidde de onderneming haar internationale aanwezigheid nog verder uit en zij is vandaag de dag met meer dan 50 dochterbedrijven, ruim 140 eigen verkoop- en servicestations en meer dan 12.000 verkoop- en servicepartners wereldwijd vertegenwoordigd.
De reorganisatie van de bedrijvengroep van een GmbH naar Wacker Construction Equipment AG vond plaats in 2002. Tot 2005 ontwikkelde, produceerde en verkocht Wacker alleen kleine bouwapparaten tot circa drie ton in de bedrijfssegmenten betontechniek, bodem- en asfaltverdichting, slooptechniek en utiliteitstechniek. Met de overname van Weidemann GmbH in 2005 werd echter de overstap gemaakt naar compacte bouwmachines en de landbouwsector. In 2006 werden de bedrijven Drillfix AG (Zwitserland) en Ground Heaters, Inc. (VS) overgenomen.
Op 15 mei 2007 kregen de aandelen een beursnotering aan de effectenbeurs van Frankfurt. In de herfst van 2007 volgde de opname in de SDAX-index.
Op 31 oktober 2007 werd de fusie gerealiseerd met Neuson Kramer Baumaschinen AG (Linz, Oostenrijk), een fabrikant van compacte bouwmachines, waaronder compacte graafmachines, wielladers, dumpers en compacte laadmachines. Neuson Kramer Baumaschinen AG zelf was het resultaat van een fusie tussen Neuson Baumaschinen GmbH en het gerenommeerde bedrijf Kramer-Werke GmbH. Neuson werd in 1981 opgericht onder de naam Neuson Hydraulik GmbH met vestiging in Linz en ontwikkelde in eerste instantie hydraulische minigraafmachines. In 1990 volgde de oprichting van Neuson Baumaschinen GmbH. In 1998 werd de dumperfabrikant Lifton Ltd. (GB) overgenomen en in 2004 werden compacte laadmachines opgenomen in het productassortiment. In 2001 fuseerden Neuson en Kramer.
In februari 2009 werden de rechtsvorm en bedrijfsstructuur van Wacker Construction Equipment AG veranderd in de huidige Wacker Neuson SE.
Sinds 2011 produceert Wacker Neuson bij haar fabriek in Hörsching minigraafmachines voor Caterpillar.
Tussen 2011 en 2017 produceerde Wacker Neuson in de fabriek in Hörsching minigraafmachines voor Caterpillar. Dit leidde ertoe dat de Oostenrijkse dochteronderneming in 2015 werd uitgeroepen tot een van de meest toonaangevende bedrijven van Oostenrijk. In 2017 ging de strategische alliantie voor de verkoop van verreikers en wielladers van start tussen Kramer en John Deere. Via het onafhankelijke dealernetwerk van John Deere worden Kramer-machines voor de landbouw onder de merknaam en het design van Kramer op de markt gebracht. 
In 2022 nam het Wacker Neuson concern het Spaanse bedrijf Enarco S.A. over. Enar is een fabrikant van lichte bouwmachines, gespecialiseerd in betonverdichting. Naast een breed assortiment trilnaalden voor beton omvat het productassortiment van het bedrijf ook trilplaten, stampers en walsen voor bodem- en asfaltverdichting. Enar heeft een fabriek in Zaragoza, Spanje. 

## Bedrijfsoverzicht

### Huidige concernstructuur
Wacker Neuson SE heeft haar activiteiten georganiseerd naar regio (Europa, Amerika, Afrika en Azië-Stille Oceaan). Het concern is actief in de segmenten betontechniek, verdichting, bouwplaatstechniek, compacte bouwmachines en dienstverlening (reserveonderdelen, onderhoud, reparaties).
Het segment compacte bouwmachines levert graafmachines, wielladers, verreikers, compacte laadmachines en dumpers. Deze machines worden onder andere in de hoog-, mijn- en wegenbouw, in de agricultuur, in de tuin- en landschapsbouw, bij gemeenten en door recycling- en industriebedrijven ingezet. Het concern verkoopt onder de merknamen:
Wacker Neusonverkoopt wereldwijd handbestuurde bouwapparaten zoals trilstampers, trilplaten, sloophamers, snijgereedschap, trilnaalden en trilmotoren, evenals bouwplaatstechniek en compacte bouwmachines zoals compacte graafmachines, wielladers, dumpers en compacte laadmachines.
Krameridem maar dan vierwielbestuurde wielladers, telescoopwielladers en verreikers.
Weidemannproduceert en verkoopt voornamelijk machines zoals landbouwladers, knikgestuurde wielladers en verreikers voor de landbouw.

## Locaties

### Hoofdkantoor
- Wacker Neuson SE München, DE

### Trainingscentrum Europa
- Wacker Neuson Akademie Reichertshofen, DE

### Productie Europa
- Wacker Neuson SE Reichertshofen, DE
- Wacker Neuson Linz GmbH Hörsching, AT
- Wacker Neuson Kragujevac d.o.o. Kragujevac, SRB

### Productie Amerika
- Wacker Neuson Corporation Menomonee Falls, USA

### Productie Azië
- Wacker Neuson Manila Inc. Dasmariñas, Cavite, Filipijnen
- Wacker Neuson Machinery Co., Ltd. Pinghu City, Zhejiang Province, China

## Voorbeelden van producten

Selectie machines van Wacker Neuson
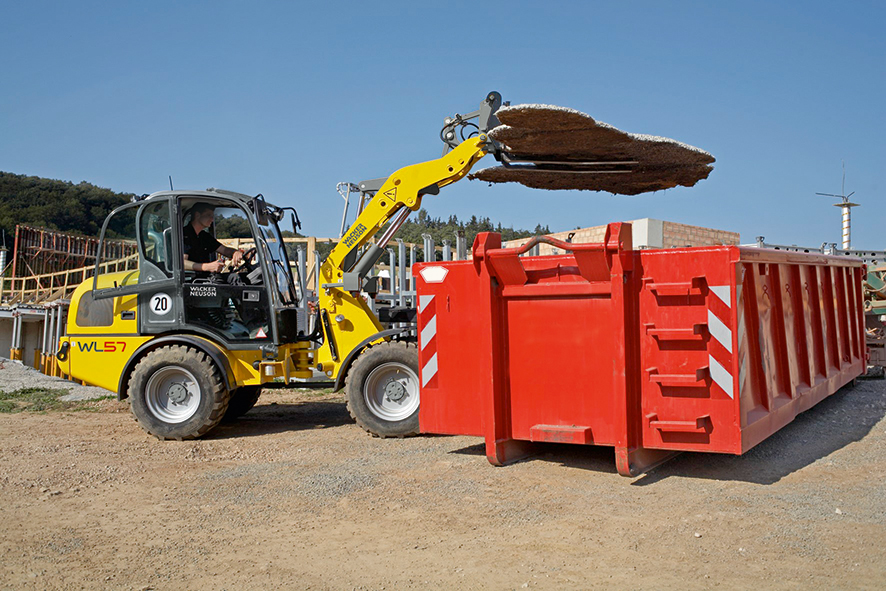
Wiellader WL57
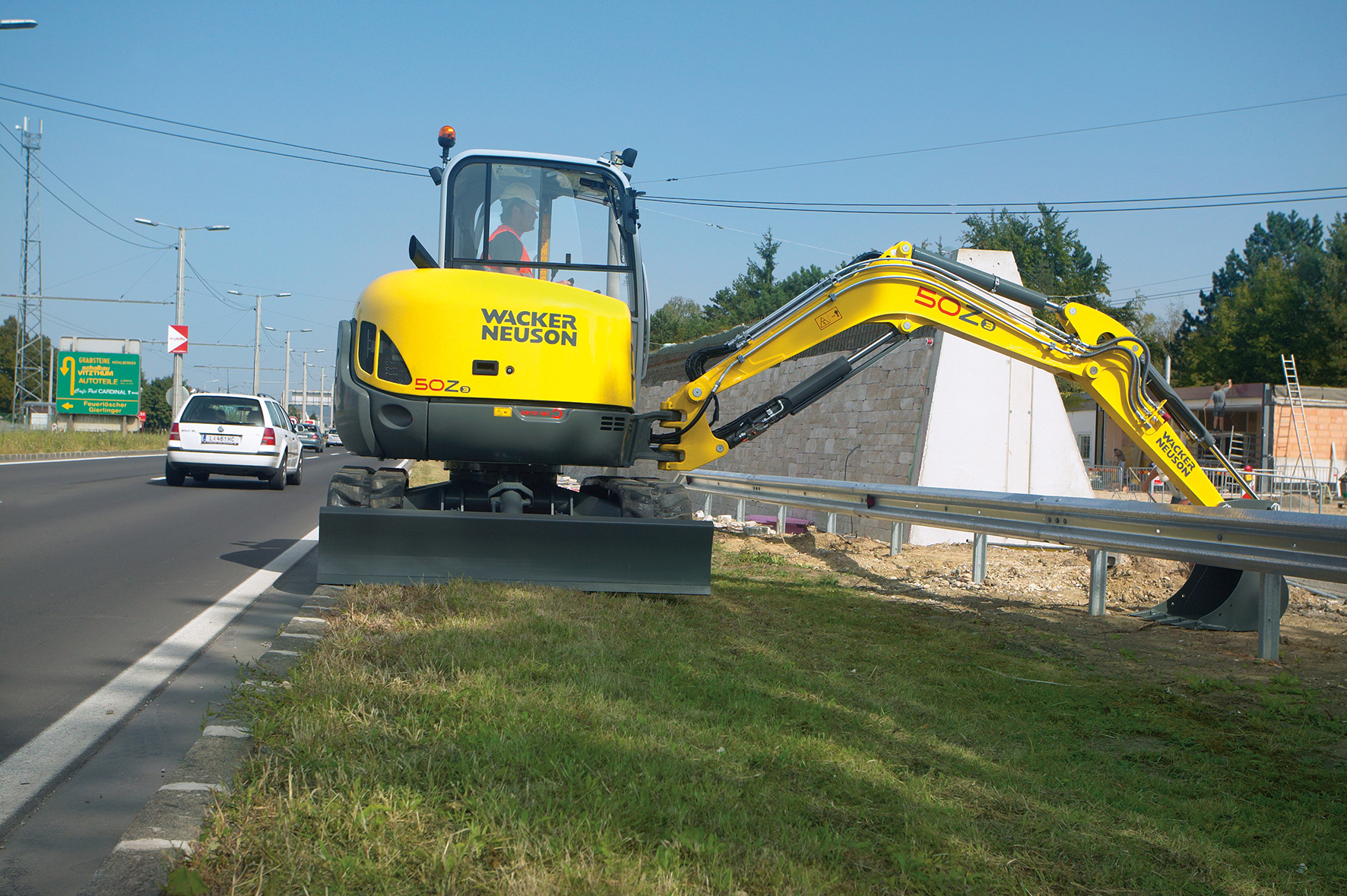
Graafmachine 50Z3
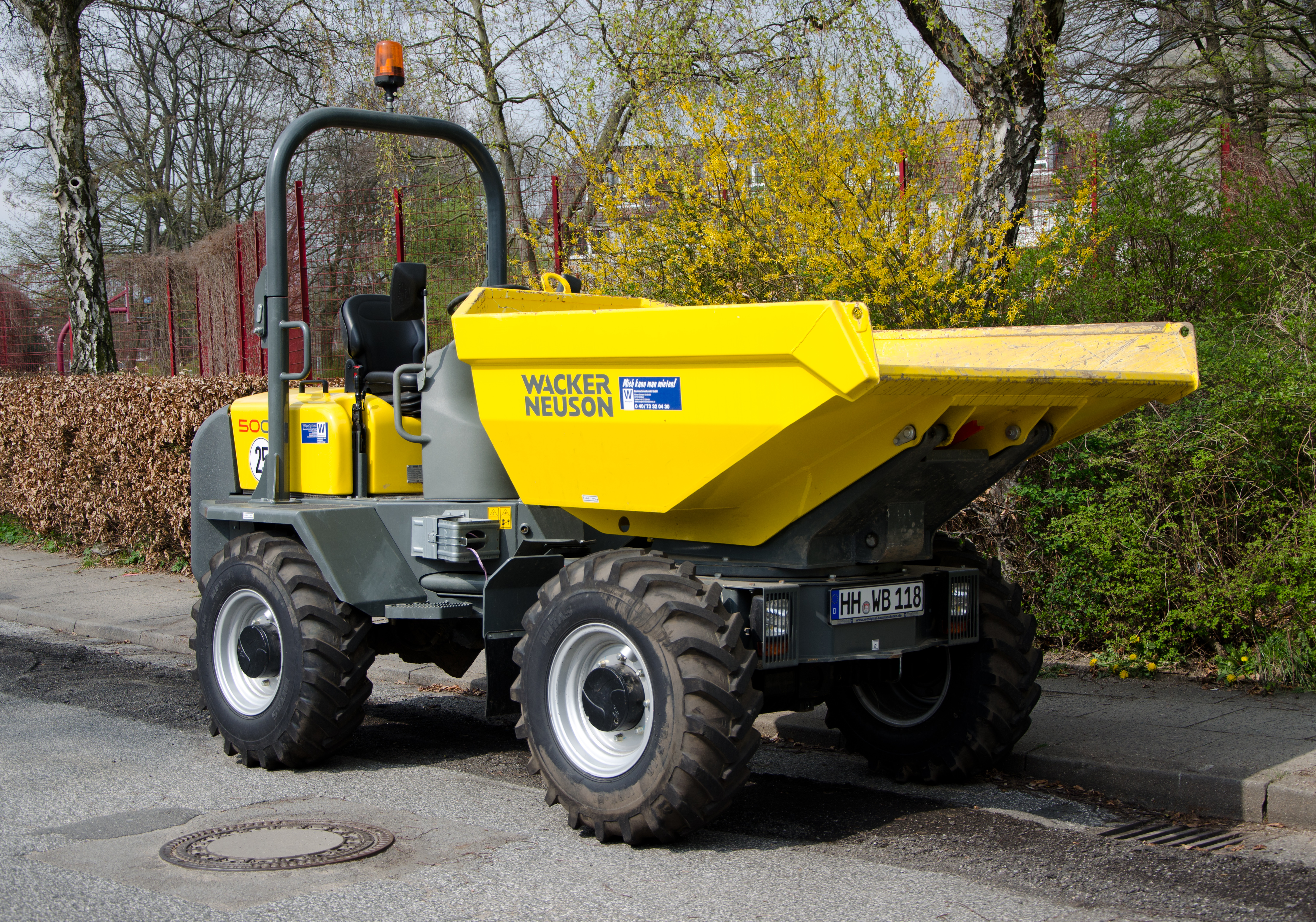
Dumper 5001s
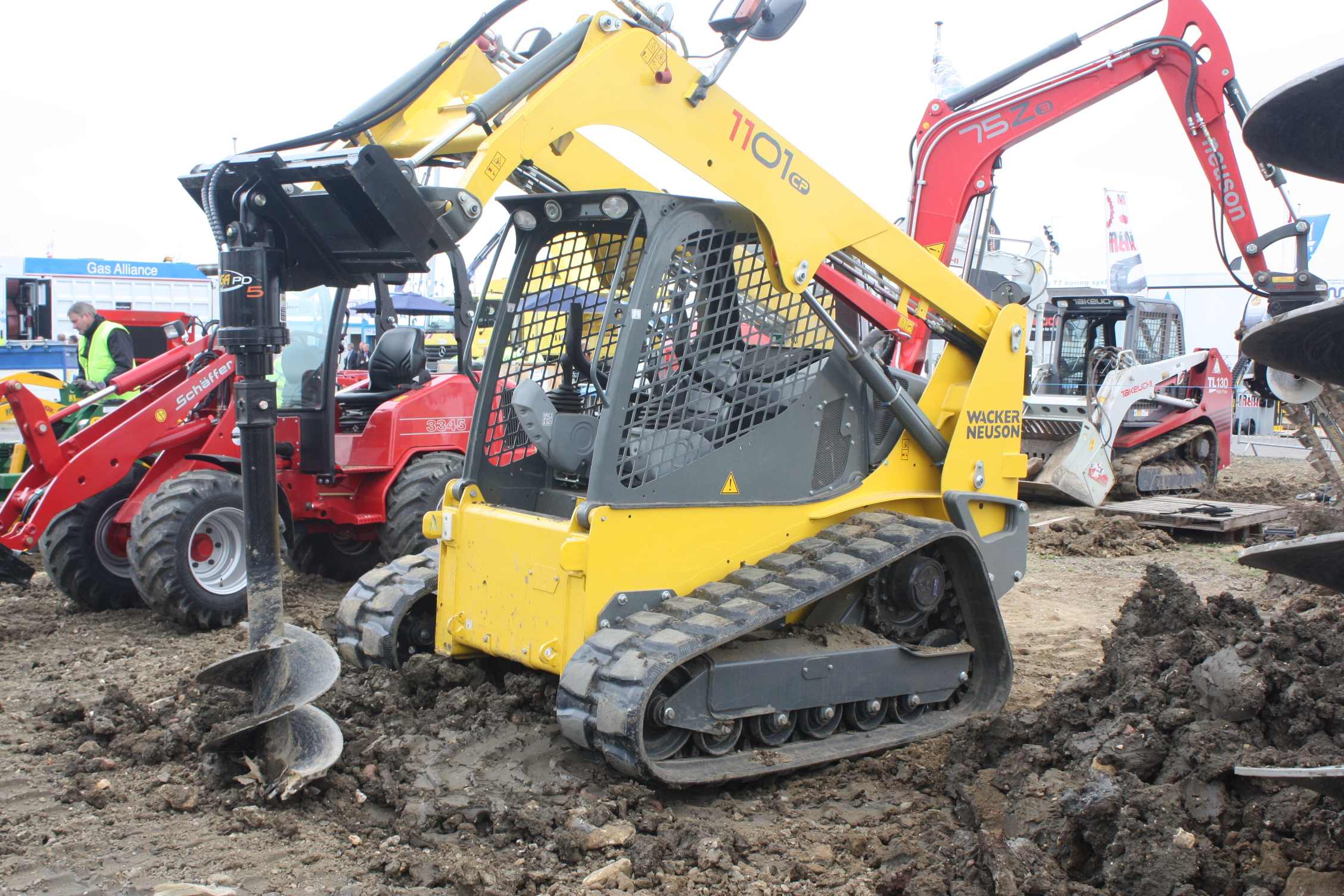
Laadmachine 1101CP

Selectie gereedschap van Wacker Neuson
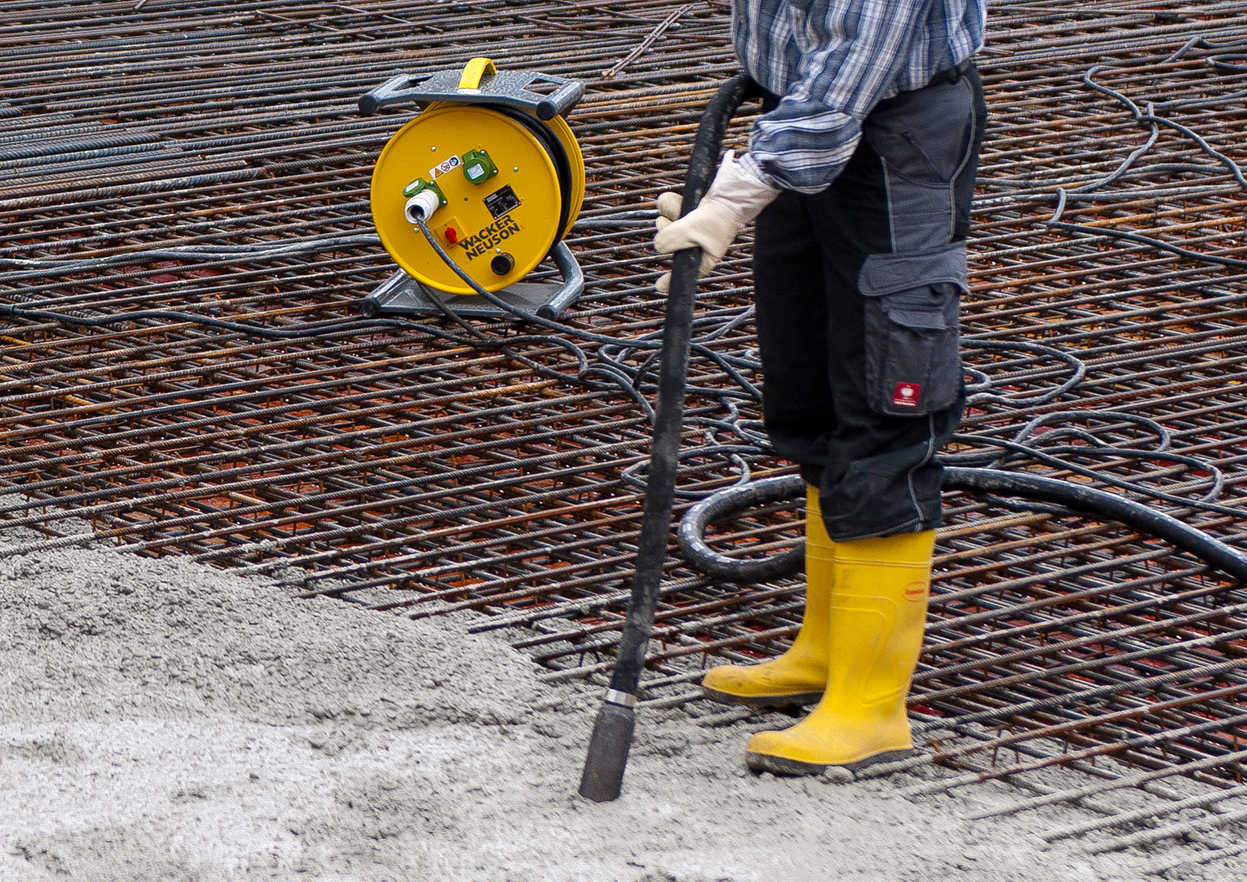
Trilnaald IREN
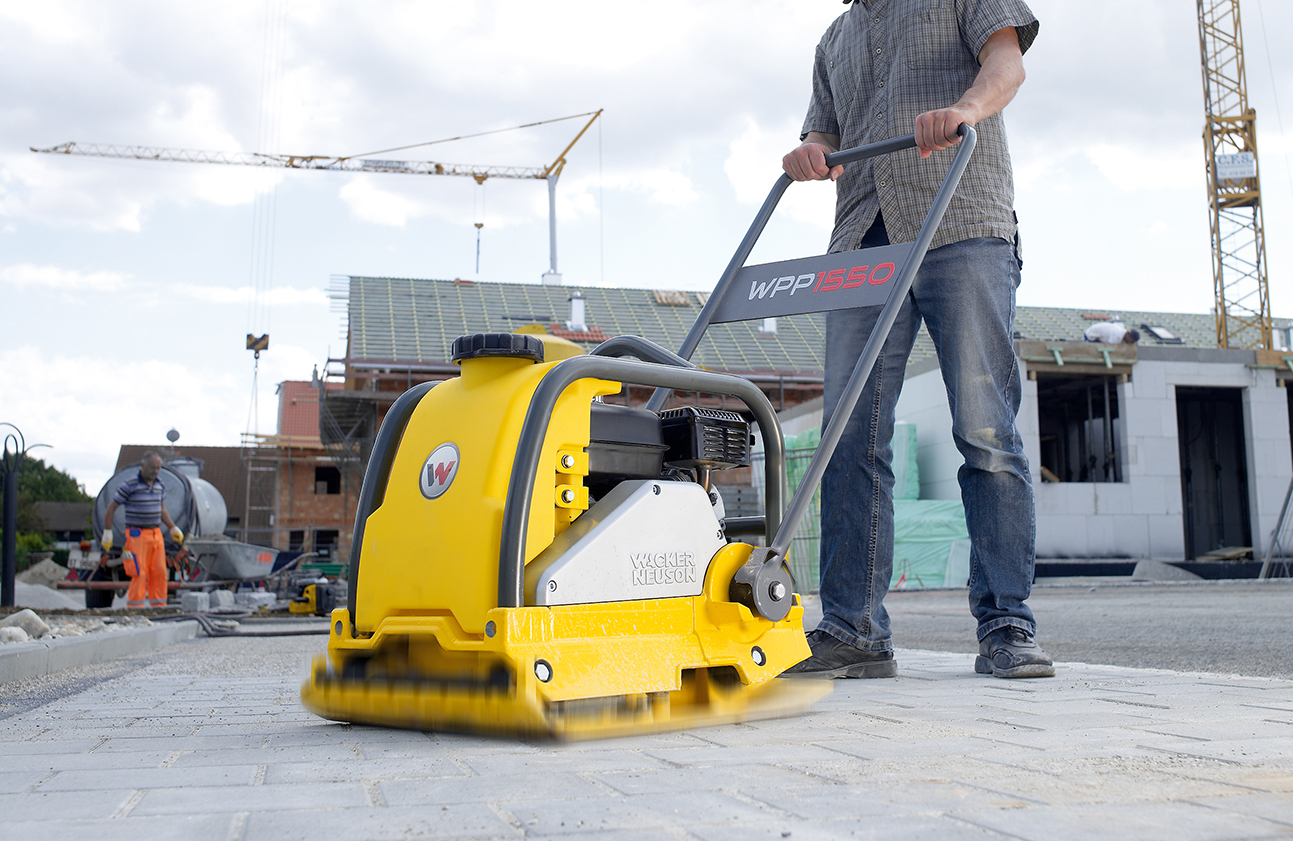
Trilplaat WPP1550
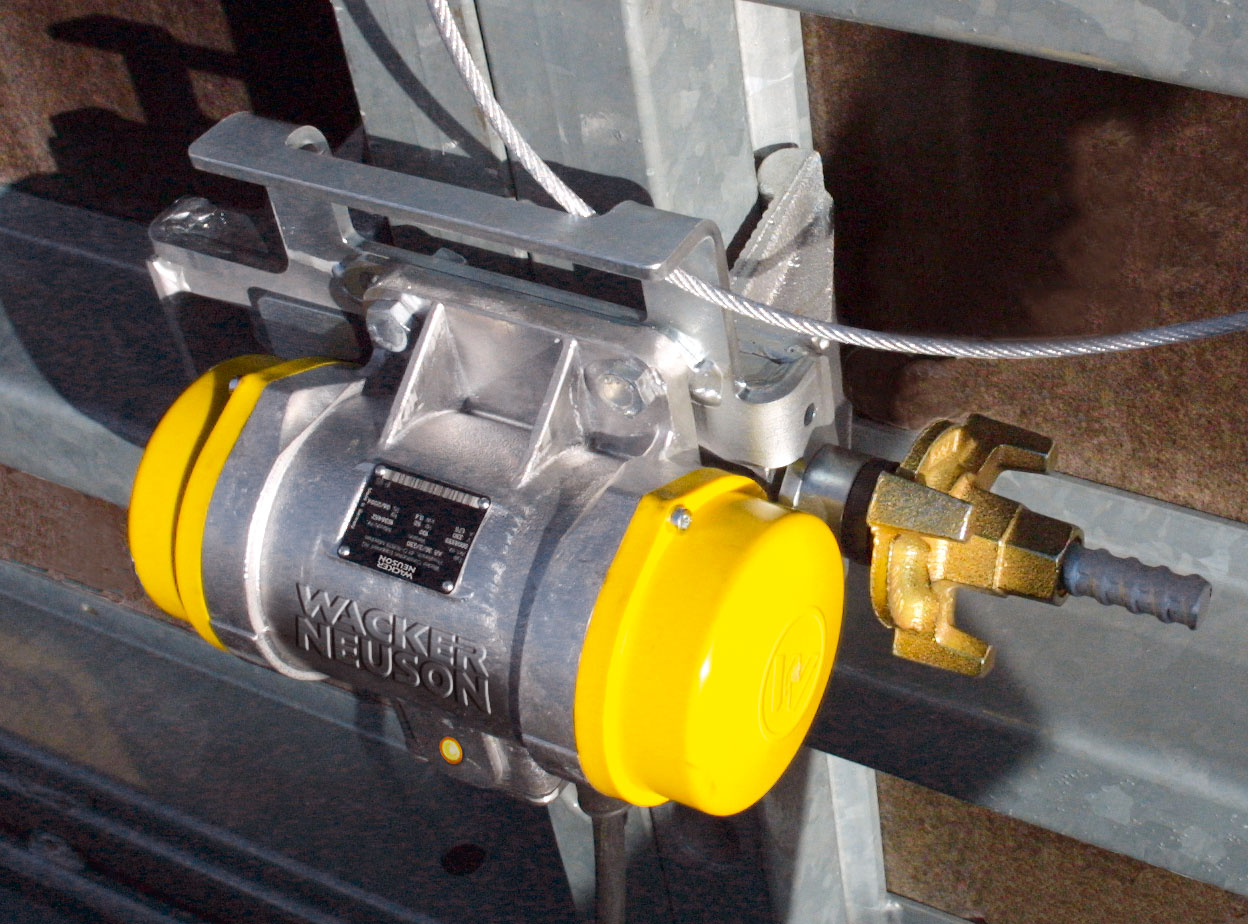
Trilmotor
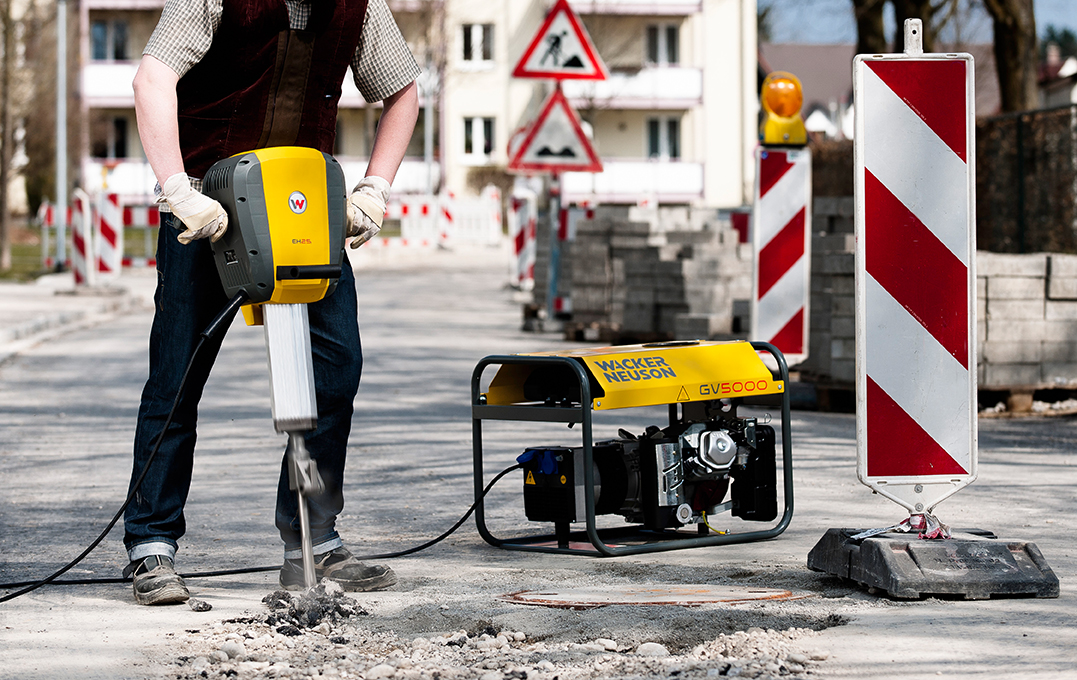
Sloophamer en generator